# Vandrarmyror

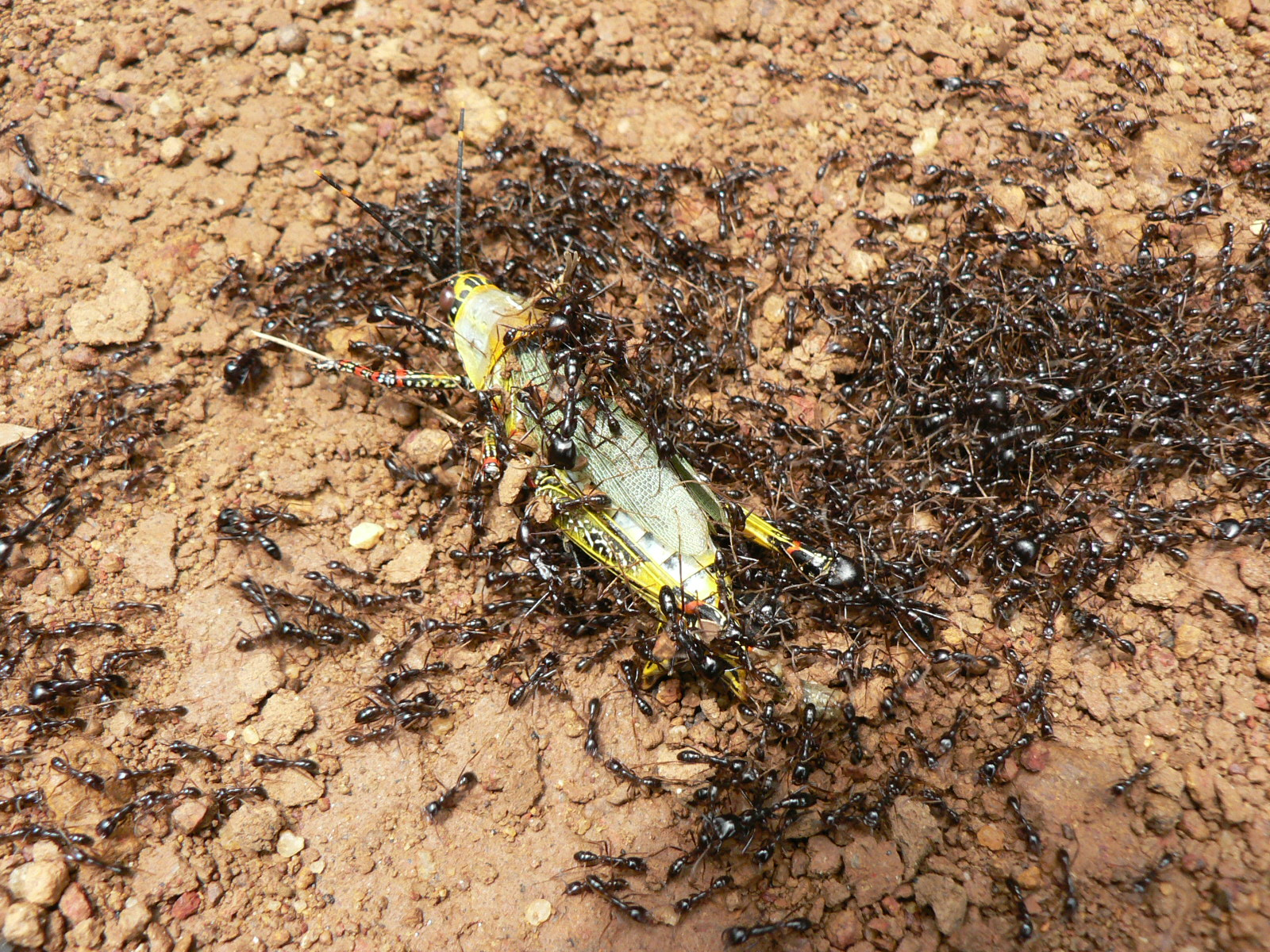
Myror av släktet Dorylus med byte.

Vandrarmyror, vandringsmyror, är en typ av myror. De utgör inte en naturlig enhetlig grupp, utan flera oberoende grupper av myror – oftast arter inom underfamiljerna Ecitoni'nae och Doryli'nae – som oberoende av varandra utvecklat ett liknande levnadssätt.  Detta levnadssätt har givit dem en rad alternativa namn såsom legionärsmyror, strövtågsmyror och slavdrivarmyror. Som de flesta myror är vandringsmyrorna rovdjur, och på sin jakt efter föda attackerar de alla djur som kommer i deras väg, oavsett storlek.

## Stackar
Vandringsmyrorna bygger inga permanenta bon, utan lever ett nomadiserande liv. De bygger bara tillfälliga bon, som används några veckor, då drottningen lägger ägg. Då kolonin gör halt, söker de upp en skyddad plats i någon hålighet. Där bildar myrorna ett levande bo av sina kroppar, genom att gripa tag i varandra med sina käkar. På så sätt bildas ett klotformat bo, som kan vara upp till 1 meter i diameter, i vars mitt drottningen och hennes avkomma finner skydd.

## Jakt
När myrorna skall gå på jakt, formerar de sig till en kolonn, upp till 1 meter i diameter, som tar allt som kommer i dess väg. De myror som går längst fram lägger ut ett spår av feromoner, eller doftämnen, som sedan de bakomvarande myrorna följer. Myrkolonin består av flera kaster, och förutom arbetare, så finns också soldatmyror ofta med enormt förstorade käkar. Dessa soldatmyror marscherar utefter kanterna på kolonnen av arbetare, kanske som en sorts livvakt. När kolonin gör halt för att drottningen skall lägga ägg, så kan hon lägga upp till 300 000 ägg inom loppet av 20 dagar. Under torrtiden föder kolonin upp hannar och drottningar, som skall grunda nya kolonier. Det finns fler än 200 arter av vandringsmyror i Afrika och Sydamerika.

## Fördelning
De fördelas på olika släkten kallade Eciton, Anomma och Dorylus (D. kallas lokalt för Siafu). Hos vandringsmyror av släktet Anomma lägger drottningen ägg med kortare mellanrum än hos myror av släktet Eciton. Det är orsaken till att myror av släktet Anomma inte för ett lika nomadiserande liv som myror av det förstnämnda släktet.